# Edward Smith
Edward John Smith (Hanley, Reino Unido, 27 de enero de 1850-Océano Atlántico Norte, 15 de abril de 1912) fue un marino británico, principalmente conocido por haber sido capitán y comodoro de la compañía naviera White Star Line y el oficial comandante del RMS Titanic durante su primer y único viaje en 1912. Criado en una familia de la clase trabajadora, dejó la escuela a los trece años para trabajar en la forja de Etruria. Posteriormente, Smith entró en la marina mercante en 1867, y en 1880 consiguió entrar en la White Star Line, una de las principales compañías navieras británicas de la época, tras recibir su certificado de oficial. Rápidamente ascendió en la jerarquía de la compañía y en 1887 recibió el mando del SS Republic. Comandó posteriormente otros buques, principalmente el RMS Majestic, el cual dirigió durante casi nueve años.[cita requerida]
Gradualmente adquirió una gran popularidad, y ascendió a comodoro de la White Star en 1904, pasando a comandar los mayores buques de la compañía. Fue sucesivamente capitán del RMS Baltic, del RMS Adriatic y del RMS Olympic. Su carrera fue relativamente tranquila, siendo perturbada solo por dos misiones de transporte de tropas durante la segunda guerra bóer.[cita requerida]
En 1911 Smith asumió el mando del gemelo del Titanic, el Olympic, que era entonces el mayor barco de pasajeros jamás construido hasta entonces; sin embargo, no consiguió evitar una colisión con el crucero HMS Hawke en septiembre de ese año. Al año siguiente comando el Titanic en su viaje inaugural; el navío colisionó con un iceberg en la noche del día 14 de abril y se hundió en el océano Atlántico, pereciendo en el naufragio. Tras su muerte, se celebraron varios homenajes en su memoria, y posteriormente, fue representado en varias películas sobre la tragedia del Titanic.[cita requerida]

## Nacimiento e infancia
Edward John Smith nació en el pequeño pueblo de Hanley, Staffordshire, Inglaterra, el día 27 de enero de 1850, en el seno de una familia muy humilde dedicada a la alfarería y de confesión metodista. Edward John fue el único hijo del matrimonio compuesto por Edward Smith (11 de noviembre de 1804-7 de octubre de 1864) y Catherine Hancock (1808-1893), quienes se casaron el 2 de agosto de 1841 en Shelton, Staffordshire. Creció en un barrio pobre donde pocos de sus habitantes conseguían llevar una carrera profesional de éxito y muchos niños comenzaban a trabajar pronto en las alfarerías. Posteriormente, sus padres fueron propietarios de una tienda en Well Street (Hanley).
Su familia, profundamente religiosa, asistía a la iglesia metodista de Etruria en Hanley. El joven Edward Smith recibió una buena educación en la Etruria British School. Sin embargo abandonó la escuela a los trece años de edad para trabajar en la forja de Etruria manejando un martillo pilón.

## Trayectoria marítima

### Primeros años y comienzo en la White Star Line

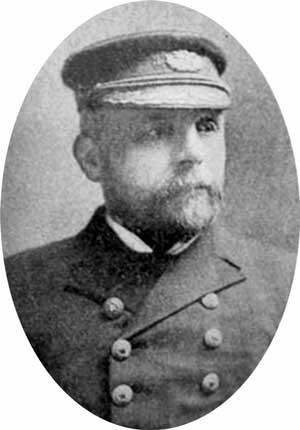
Edward Smith c. 1895.

En 1867, Edward Smith se trasladó a Liverpool y se enroló en la marina mercante siguiendo los pasos de su hermanastro Joseph Hancock, capitán de velero, embarcando en varios navíos y trabajando como grumete. Posteriormente, en 1869, Smith embarcó en el Senator Weber, de la compañía A. Gibson & Co., como aprendiz de oficial, consiguiendo su certificado en 1875 y viajando al año siguiente como cuarto oficial del Lizzie Fennell.
Contratado en 1880 por la White Star Line, Smith comenzó a trabajar como cuarto oficial del SS Celtic. Enseguida trabajó como oficial en varios navíos en rutas a Australia y Nueva York, hasta conseguir en 1887 su primer mando, el SS Republic. En los años siguientes Smith comandó varios de los navíos de la empresa, entre ellos el SS Britannic, el SS Baltic, el SS Cufic, el SS Coptic, el SS Adriatic, el SS Runic y el SS Germanic. Con la excepción del Coptic en 1889, el resto de navíos realizaban la ruta transatlántica.

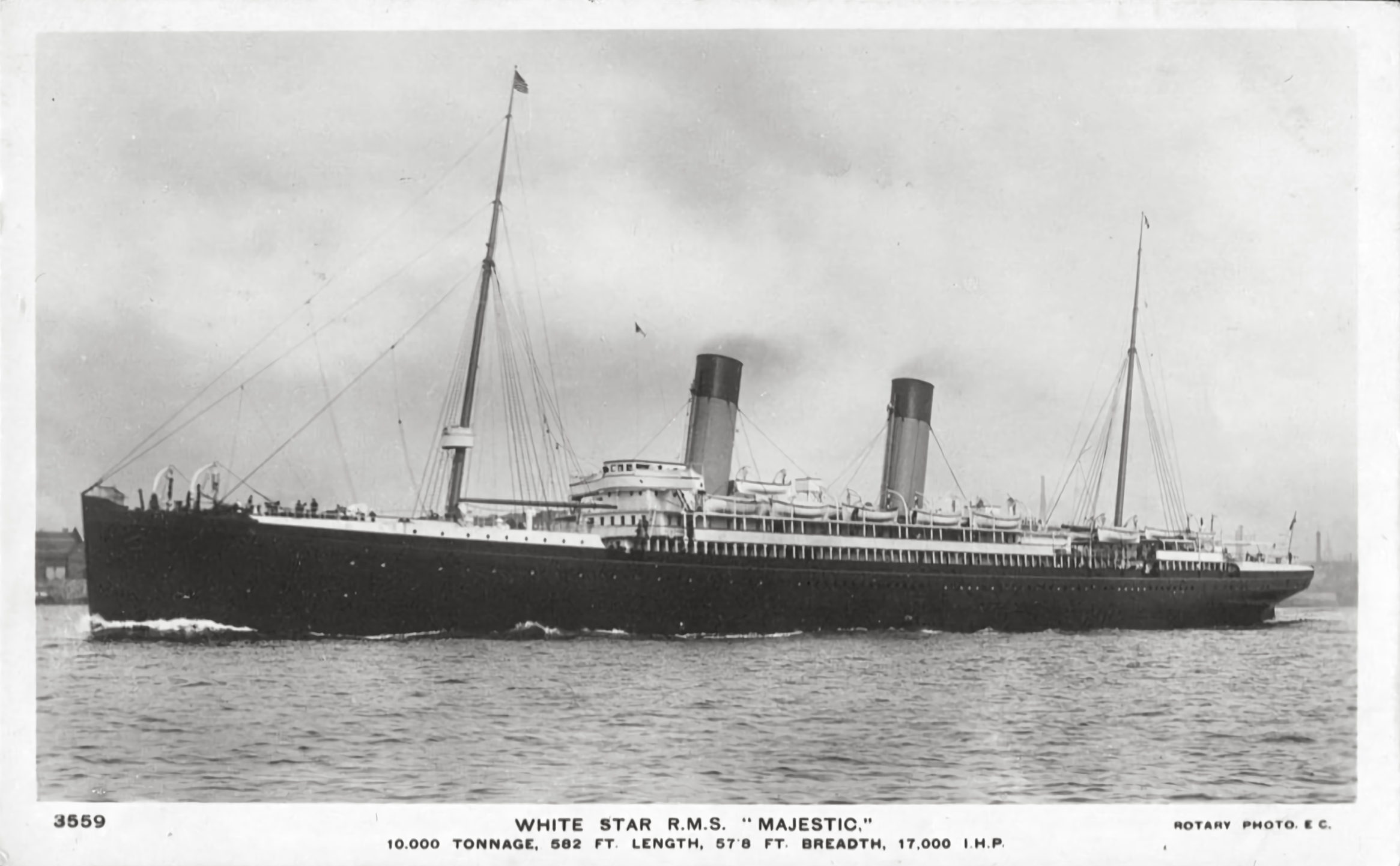
El fue el mando más longevo del capitán Smith. Comandó este barco en dos ocasiones durante casi 9 años, primero entre 1895 y 1902, y posteriormente entre 1903 y 1904, antes de ser ascendido a comodoro de la White Star Line.

En 1895 asumió el mando del RMS Majestic, ejerciendo como su capitán ininterrumpidamente hasta 1902. Durante la segunda guerra bóer, el Majestic, capitaneado por Smith, fue requisado para realizar dos viajes de transporte de tropas a Ciudad del Cabo, en la Colonia del Cabo. En 1901 tuvo que lidiar con un caso de combustión espontánea en uno de los depósitos de carbón del Majestic, pero el incidente no fue grave. Tal suceso ocurrió otras dos veces en su carrera: primero en el RMS Baltic en 1906 y después en el RMS Titanic en 1912. En 1902, todavía como capitán del Majestic, Smith tuvo que realizar maniobras en el buque para evitar colisionar con icebergs. Su navío pasó por una reforma entre 1902 y 1903, por lo que comandó temporalmente el Germanic. Smith retomó el mando del Majestic tras su remodelación y lo capitaneó durante un año más, antes de hacerse comodoro de la White Star.

### Comodoro

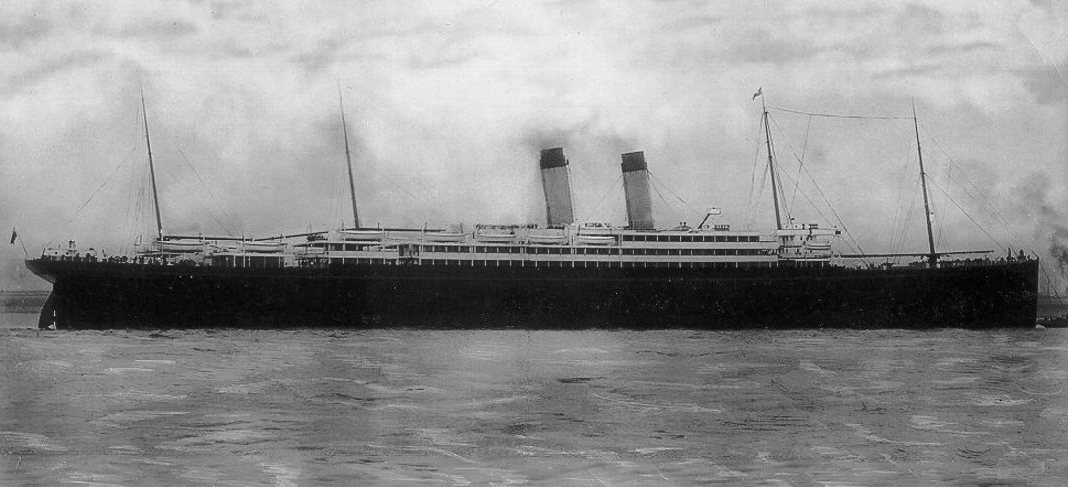
El Baltic, primer barco que Smith comandó tras haber sido ascendido a comodoro de la White Star Line.

Ya entonces Smith era el capitán mejor valorado en su línea, muy recomendado y reconocido por personajes de la alta sociedad inglesa. Smith se convirtió en 1904 en comodoro de la White Star Line, lo que suponía que comandaría los mayores navíos de la empresa, siendo cada buque que encargaba la compañía más grande e imponente que el anterior. Su primer mando en tal posición fue el del RMS Baltic, tercer buque de los Cuatro Grandes, durante su viaje inaugural el 29 de junio de 1904.
Tres años después, el 8 de mayo de 1907, asumió el mando del nuevo RMS Adriatic, navío hermano del Baltic, y se hizo muy popular y mediático en la prensa inglesa, dando muchas entrevistas por su carrera sin incidentes hasta entonces y conociéndosele como el capitán más seguro y más experimentado de la White Star Line. Smith hizo una declaración sobre su carrera inmediatamente tras llegar a Nueva York en el viaje inaugural del Adriatic:

Cuando alguien me pregunta cómo puedo describir mejor mi experiencia de casi cuarenta años en el mar, yo simplemente digo sin incidentes. Claro que hubo tempestades de invierno, vendavales, nieblas y cosas de ese tipo, sin embargo en toda mi experiencia nunca estuve en cualquier tipo de accidente del que valga la pena hablar. Solo en una ocasión vi una embarcación en peligro en todos mis años en el mar [...] Yo nunca vi un naufragio o estuve en un naufragio, ni estuve en cualquier situación que amenazase con acabar en un desastre de algún tipo. Ya lo ve, yo no soy un material muy bueno para una historia.

A pesar de ese comentario, Smith tuvo algunos incidentes en su carrera. Al mando del Coptic en 1889, el navío encalló mientras estaba en Río de Janeiro, y veinte años después ocurrió el mismo problema mientras servía en el Adriatic en Nueva York, sin embargo ninguno de esos incidentes tuvieron consecuencias graves.

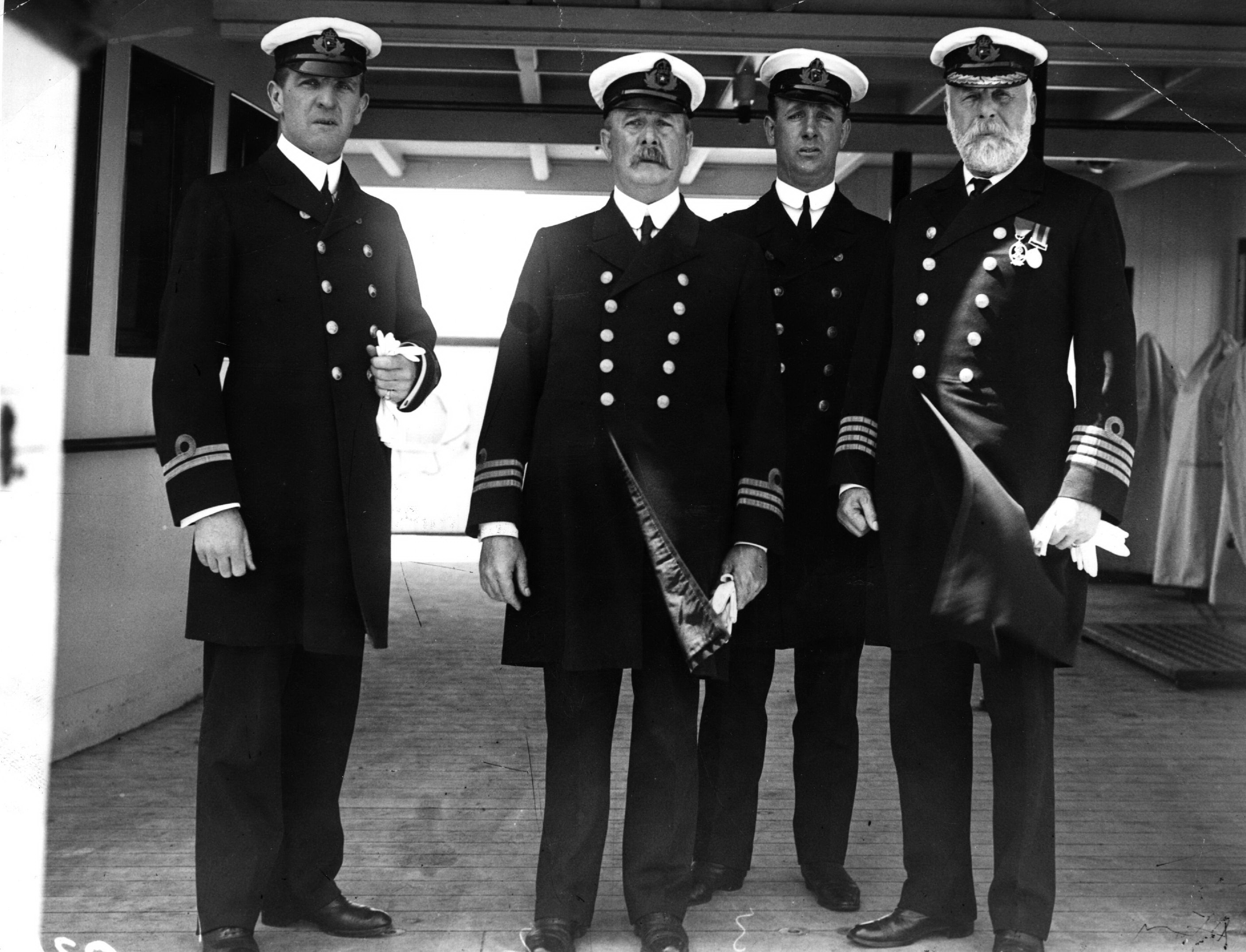
Edward Smith (derecha), junto con el primer oficial William Murdoch, el oficial jefe Joseph Evans y el cuarto oficial David Alexander a bordo del Olympic.

Durante su periodo en el Adriatic, acabó ganando el sobrenombre de "Rey de la tempestad". Pero de entre sus muchos sobrenombres, el que más se destacó fue "Capitán de los millonarios".[cita requerida]
Por su personalidad quieta, reconfortante y tranquila, Smith era muy apreciado en el ambiente marítimo, e hizo que muchos pasajeros ricos crearan una gran afección por él, con algunos incluso prefiriendo no viajar si Smith no se encontraba al mando de la embarcación. Muchos marineros y oficiales compartían la misma opinión y les gustaba mucho trabajar junto a él. Charles Lightoller escribió en sus memorias que el capitán Smith siempre mantenía un tono de voz tranquilo y benevolente, pero aun así cargado de autoridad. Mencionó particularmente la destreza con que Smith maniobraba sus navíos por los canales del puerto de Nueva York.

### Al mando del RMS Olympic

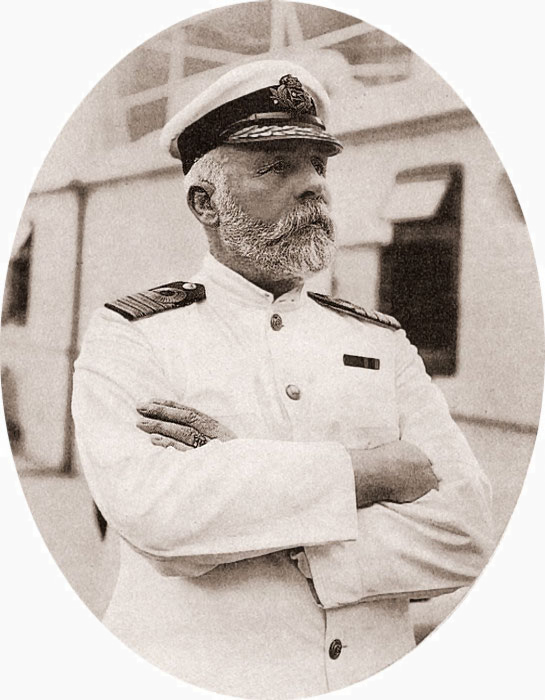
El capitán Smith fotografiado a bordo del, en el verano de 1911.

Tras el Adriatic y sus hermanos, la White Star Line decidió encargar la construcción de una nueva serie de barcos de proporciones nunca antes vistas: la denominada clase Olympic. Como comodoro de la empresa, Smith comandaría cada uno de los nuevos buques durante sus primeros viajes. Fue en esa misma época cuando Smith también se convirtió en uno de los marinos mejor pagados de su tiempo, con un salario anual de 1.250 libras esterlinas, además de un bonus de 200 libras por realizar singladuras sin colisiones. En comparación, Henry Wilde, su oficial jefe en el Olympic y en el Titanic, ganaba aproximadamente 300 libras al año.

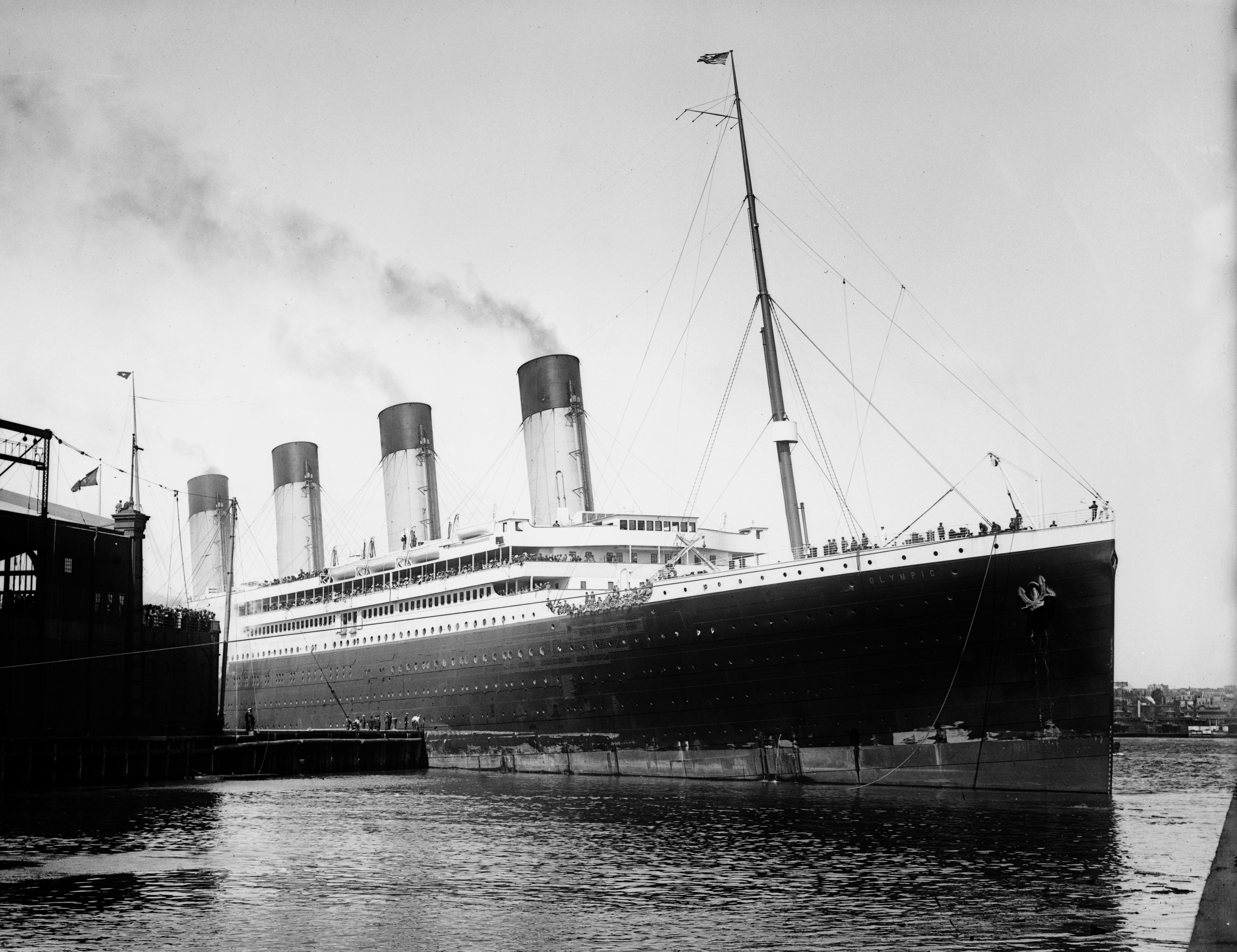
El Olympic, bajo el mando de Smith, atracando en el puerto de Nueva York durante su travesía inaugural, en junio de 1911.

Asumió el mando del RMS Olympic, primero de los tres barcos planeados, el 14 de junio de 1911 para su viaje inaugural. Antes del viaje, Smith visitó al rey Alfonso XIII de España, a quien le agradó tanto su visita que después envió personalmente una carta de condolencias a su esposa, Eleanor Smith, al enterarse del naufragio del Titanic. El primer viaje del Olympic transcurrió sin mayores incidentes. Sin embargo, Smith no pudo evitar una pequeña colisión con un remolcador en el puerto de Nueva York.
El primer accidente grave de la carrera de Smith ocurrió el 20 de septiembre de 1911, cuando el Olympic colisionó con un buque de guerra de la Marina Real británica, el HMS Hawke. El Olympic navegaba por el Solent en la isla de Wight paralelo al Hawke, cuando viró para el lado de estribor, sorprendiendo al capitán del Hawke y dejándolo sin tiempo hábil para reaccionar. La succión de las hélices del Olympic atrajo al Hawke, que colisionó por proa con el lado de estribor de la popa del transatlántico, abriendo un enorme agujero en el casco del Olympic, por encima y por debajo de la línea de flotación, permitiendo que dos de sus compartimentos estancos fueran inundados y dañando el eje de una de las hélices. El Hawke sufrió daños graves en su proa. El Olympic, a pesar de los daños, consiguió volver por cuenta propia al puerto de Southampton. Los interrogatorios sobre el accidente colocaron la responsabilidad en el Olympic, sin embargo Smith fue exento de cualquier culpa.
El buque volvió a los astilleros de Harland and Wolff en Belfast para reparaciones. Parte de los trabajadores del astillero fueron temporalmente transferidos al Olympic, atrasando significativamente el equipamiento del interior del Titanic; las obras concluyeron en noviembre.
En febrero de 1912, el Olympic sufrió un nuevo incidente, debido a la pérdida de una pala de la hélice de estribor y tuvo que retornar de nuevo a los astilleros en Belfast para reparaciones, retrasando nuevamente la entrega del Titanic, los dos retrasos contribuirían al destino de este último buque. Smith continuó al mando del Olympic hasta el 30 de marzo de 1912, cuando fue sustituido por el capitán Herbert Haddock.

### Al mando del RMS Titanic

#### Preparativos

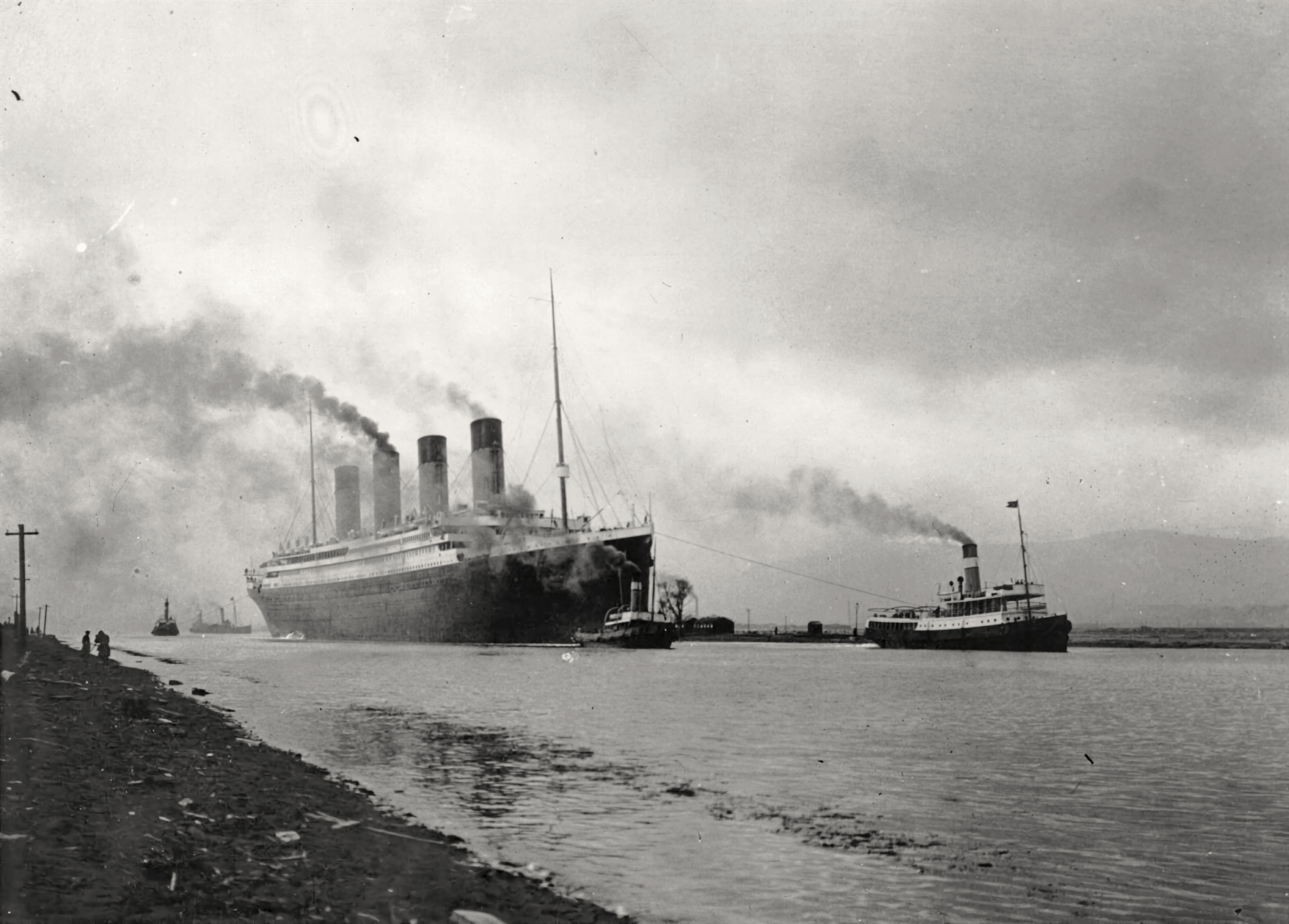
El Titanic zarpando de Belfast para realizar las pruebas en alta mar, el 2 de abril de 1912.

Smith fue transferido a finales de marzo de 1912 al RMS Titanic, barco gemelo del Olympic, para su viaje inaugural de Southampton hasta Nueva York. Los años posteriores al naufragio se ha dicho que pretendía jubilarse al final de ese recorrido, pero en realidad no existen pruebas de que esa fuera su intención, y probablemente no había considerado la jubilación hasta entonces. Además de eso, un artículo publicado el 19 de abril en un periódico de Halifax decía que la White Star Line quería que Smith permaneciera al mando del Titanic hasta el lanzamiento del tercer barco de la clase Olympic: el RMS Britannic.
El 31 de marzo de 1912, Smith llegó a Southampton a bordo del Olympic. Al llegar al muelle de Belfast, pudo contemplar el nuevo transatlántico recién terminado, el Titanic, que estaba al otro lado del muelle. El capitán asumió el mando del nuevo navío al día siguiente, el 1 de abril, para sus pruebas marítimas en el mar de Irlanda. El mal tiempo obligó a que las pruebas fueran aplazadas para el 2 de abril, y reducidas con el fin de que el barco pudiera ser comisionado. Aun así, se realizaron las principales pruebas, y después de extensas maniobras en el mar, el Titanic recibió la aprobación para el servicio de pasajeros y la embarcación partió hacia Southampton, llegando en la noche del día 3 a 4 de abril no pudiendo asistir a tiempo al cumpleaños de su única hija al cual pretendía asistir, debiendo abstenerse, realizar abastecimientos y recibir a la nueva tripulación. El Titanic tenía previsto zarpar al mediodía del 10 de abril de 1912.
Smith se despidió de su esposa y de su hija por última vez en la mañana del 10 de abril, yendo hasta el puerto en un taxi. Llegó a las 8 horas e inspeccionó la tripulación antes de la partida. El capitán entonces fue al puente de mando y comenzó a trabajar con el timonel George Bowyer en las maniobras para salir del puerto.

#### Viaje

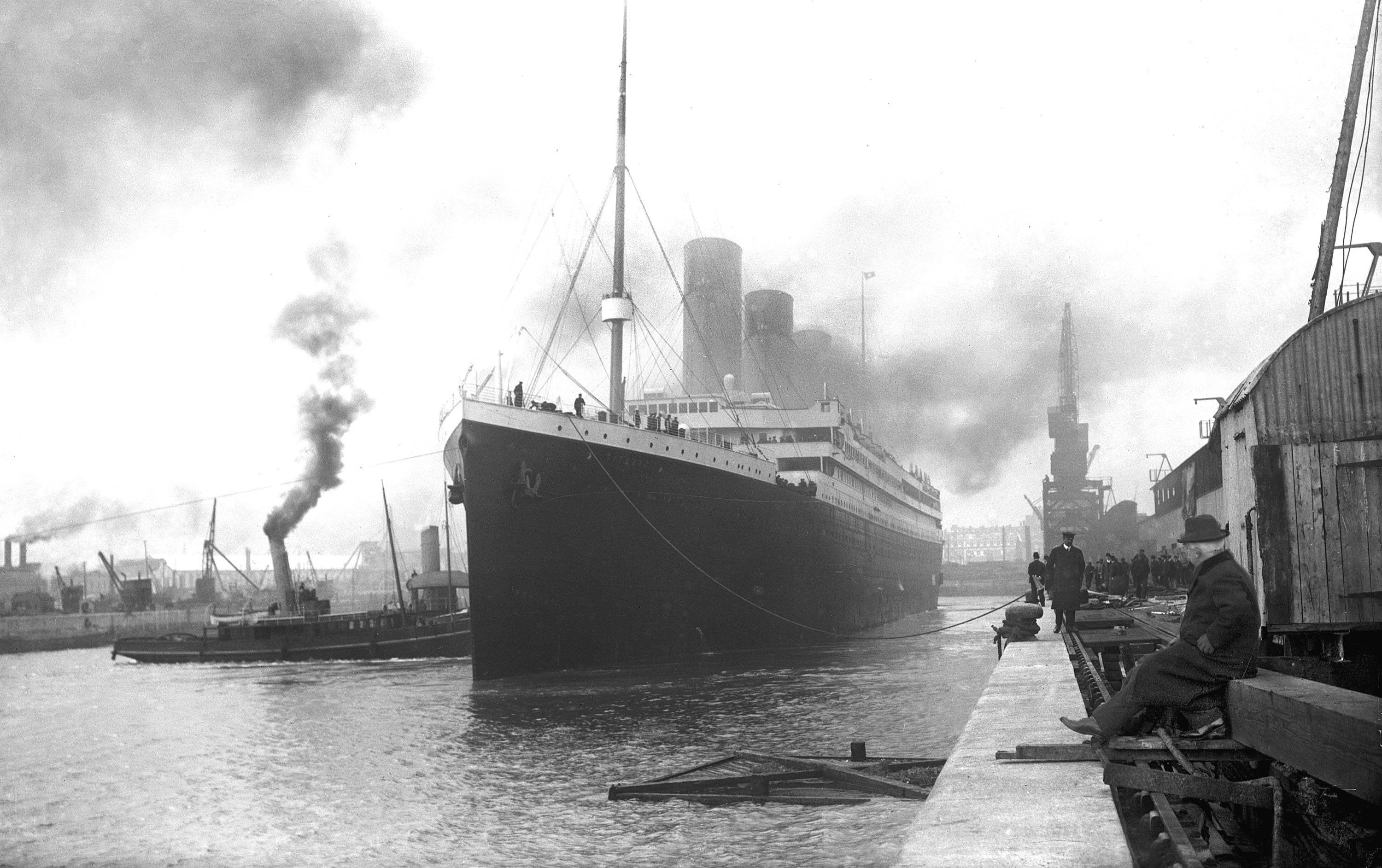
El fotografiado poco antes de zarpar del puerto de Southampton, 10 de abril de 1912.

El 10 de abril, justo al mediodía, el Titanic tocó el silbato, el capitán Smith ordenó soltar amarras y los remolcadores ayudaron al gigantesco buque a colocarse en posición en el canal. Smith y sus oficiales estaban atentos en el puente a las maniobras del barco. Una colisión fue evitada mientras el transatlántico abandonaba Southampton.[cita requerida]
Al salir del puerto, el Titanic usando ya sus hélices y debido a la gran cantidad de agua desplazada por el casco, hizo soltar las amarras que unían al SS City of New York al muelle, atrayéndolo peligrosamente a su costado de babor. Smith ordenó dar marcha atrás y un remolcador, que afortunadamente se encontraba cerca, ayudó y logró evitar que el City of New York colisionara contra el costado de babor del enorme barco.

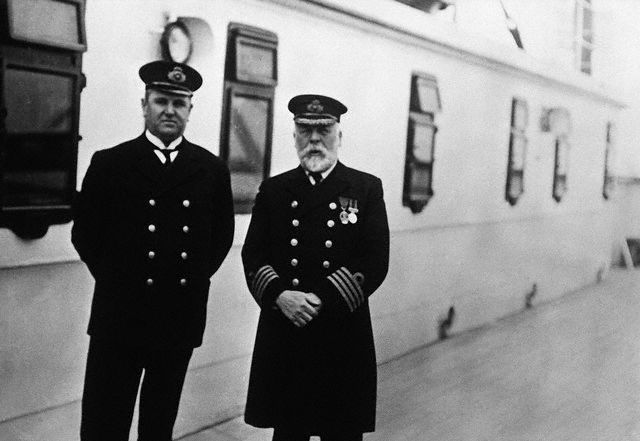
Smith junto con el sobrecargo jefe Hugh McElroy a bordo del, el 11 de abril de 1912.

Superado el incidente, el Titanic enfiló al puerto de Cherburgo, donde arribó al atardecer del 10 de abril. Los transbordadores SS Nomadic y SS Traffic le transfirieron correo y más pasajeros. Entre los pasajeros transferidos por el Nomadic se encontraban algunos notables como John Jacob Astor IV y Margaret Brown. Posteriormente, el Titanic zarpó hacia el puerto irlandés de Cobh, llegando a las 11:30 del día siguiente. Un pasajero al bajar al transbordador tomó la última instantánea de Smith en vida y la última de su barco en este lapso de tiempo. Embarcó y desembarcó pasajeros y correo y luego zarpó, con más de 2200 personas a bordo, rumbo a Nueva York a través del Atlántico Norte.

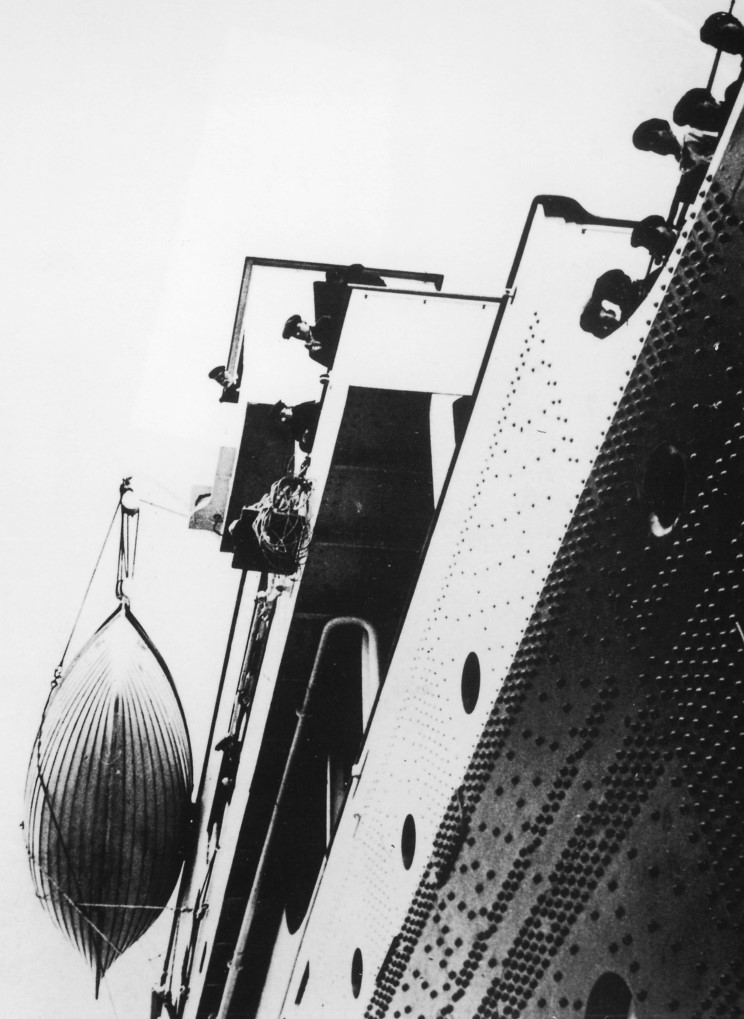
Última fotografía conocida tomada en vida del capitán Smith sobre el ala de estribor del puente del Titanic durante su escala en Cobh, 11 de abril de 1912.

Los primeros días del viaje del Titanic transcurrieron sin incidentes. Como capitán del navío, Smith no necesitaba cumplir ningún horario específico de servicio, al contrario de sus oficiales. Sin embargo, siempre debía estar presente en el puente en caso de mal tiempo. 
Smith acostumbraba a aceptar invitaciones y compartir con los pasajeros más connotados de primera clase en la cena o almuerzo, además oficiaba servicios religiosos y en ocasiones se reunía con el comisario a bordo o los oficiales en el puente antes de irse a dormir.
Tenía su propia suite, localizada detrás del puente de mando por el lado de babor, además de un asistente enteramente para su servicio personal; se trataba de James Arthur Paintin de 29 años, originario de Oxford, que servía con Smith desde el servicio en el Adriatic.
Sin embargo, el 12 de abril el Titanic comenzó a recibir mensajes que anunciaban grandes concentraciones de témpanos de hielo en la ruta. Smith fue informado de al menos seis mensajes del mismo tenor. La ruta seguida por el Titanic aparentemente interceptaba la zona de los témpanos. En dicha zona del Gran Banco de Terranova se encontraba la llamada esquina, donde el barco debía cambiar de rumbo hacia Nueva York. Smith, teniendo en cuenta el peligro latente, ordenó desviar la ruta unas 16 millas náuticas (30 km) más al sur para bordear la zona de peligro.[cita requerida]
En la noche del 13 al 14 de abril, el telégrafo Marconi del Titanic sufrió una avería que sería gravitante en el desarrollo de los posteriores eventos, esta avería obligó a los operadores Jack Phillips y Harold Bride a emplear varias horas en su reparación ya que no estaban capacitados para intervenir el equipo técnicamente, quedando temporalmente inoperativo durante la misma. Cuando al fin lo repararon por medio de ensayo y error, debieron afrontar el retraso en el envío de mensajes de los pasajeros, así que la presión era fuerte y ambos estaban exhaustos y de mal humor. Mientras tanto, los avisos de icebergs se acumularon. 
En la mañana del 14 de abril, el Titanic recibió un informe del Caronia que señalaba algunos icebergs en las coordenadas 42° N, 49° W y 51° W. Esa misma mañana, Smith celebró un servicio religioso en el comedor de primera clase. Por la tarde, tres buques más, el Baltic, el Amerika y el Noordam informaron sobre icebergs en la misma zona indicada por el Caronia.
Al atardecer, el Titanic alcanzó la zona llamada la esquina donde debería haber cambiado su rumbo y enfiló nuevamente a 10 millas más al sur de la ruta normal. El Titanic se sumergió en las penumbras nocturnas en torno a las 19:15 en un tiempo con ventiscas heladas que obligó a cerrar las ventanas de la cubierta B. Más o menos a la misma hora, el SS Californian, un barco de carga y pasajeros que había zarpado desde Liverpool el 5 de abril y se encontraba ahora en la misma zona del Titanic, se había detenido por precaución debido a un vasto campo de icebergs.[cita requerida]
Durante la noche, Smith fue invitado por el pasajero George Widener a una cena en su honor en el restaurante À la Carte de la cubierta B, donde se reunió con un grupo de prominentes pasajeros de primera clase. Se encontraban George y Eleanor Widener, el hijo de ellos, Harry, y las familias Thayer y Carter. En la misma mesa estaba también Archibald Butt, asesor de los presidentes Theodore Roosevelt y William Howard Taft. Concluida la cena, Smith subió al salón de fumadores de la primera clase para continuar la velada, costumbre muy común en la sociedad inglesa. 
El Titanic navegaba ahora por aguas muy tranquilas, casi especulares y sin oleaje. Las luces del gran barco se reflejaban sobre la superficie del agua, que era un vasto espejo llano de color negro. Cerca de las 21:00, Smith apareció en el puente, donde se encontraba de guardia el segundo oficial Charles Lightoller, y comentaron acerca del frío imperante. Lightoller también le habló del estado del mar y Smith afirmó que nunca había visto el mar en unas condiciones tan tranquilas. Lightoller le hizo ver que en esas condiciones de mar, el avistamiento de icebergs resultaría más difícil, a lo que Smith replicó que confiaba en que gracias al cielo estrellado el hielo fuese avistado a tiempo, y ordenó de todos modos redoblar la guardia en la cofa de los vigías. A las 21:20, Smith dijo antes de retirarse a su camarote, que ante cualquier duda se le llamase de inmediato.
A las 22:00, Lightoller fue relevado por el primer oficial William Murdoch y le fueron retransmitidas las instrucciones del capitán. A las 22:50 horas, Cyril Evans, radiotelegrafista del SS Californian, quiso informar al Titanic de su presencia, pero el irritado oficial radiotelegrafista del gran barco, Jack Phillips, estaba en comunicación con Cape Race y ordenó callar a Evans cuando iba a dar cuenta exacta de un gran iceberg en la ruta del Titanic. 
Además, Phillips no entregó los avisos acumulados de hielo al puente. El operador Marconi del Californian, frustrado, no intentó comunicarse más con el Titanic y a eso de las 23:30 apagó el equipo y se retiró a dormir. A las 23:10, el Titanic se hizo visible en el horizonte visual de quienes estaban de guardia en el Californian; tanto el tercer oficial Charles Victor Groves como el capitán Stanley Lord confirmaron que se trataba del nuevo transatlántico.[cita requerida]

#### Naufragio

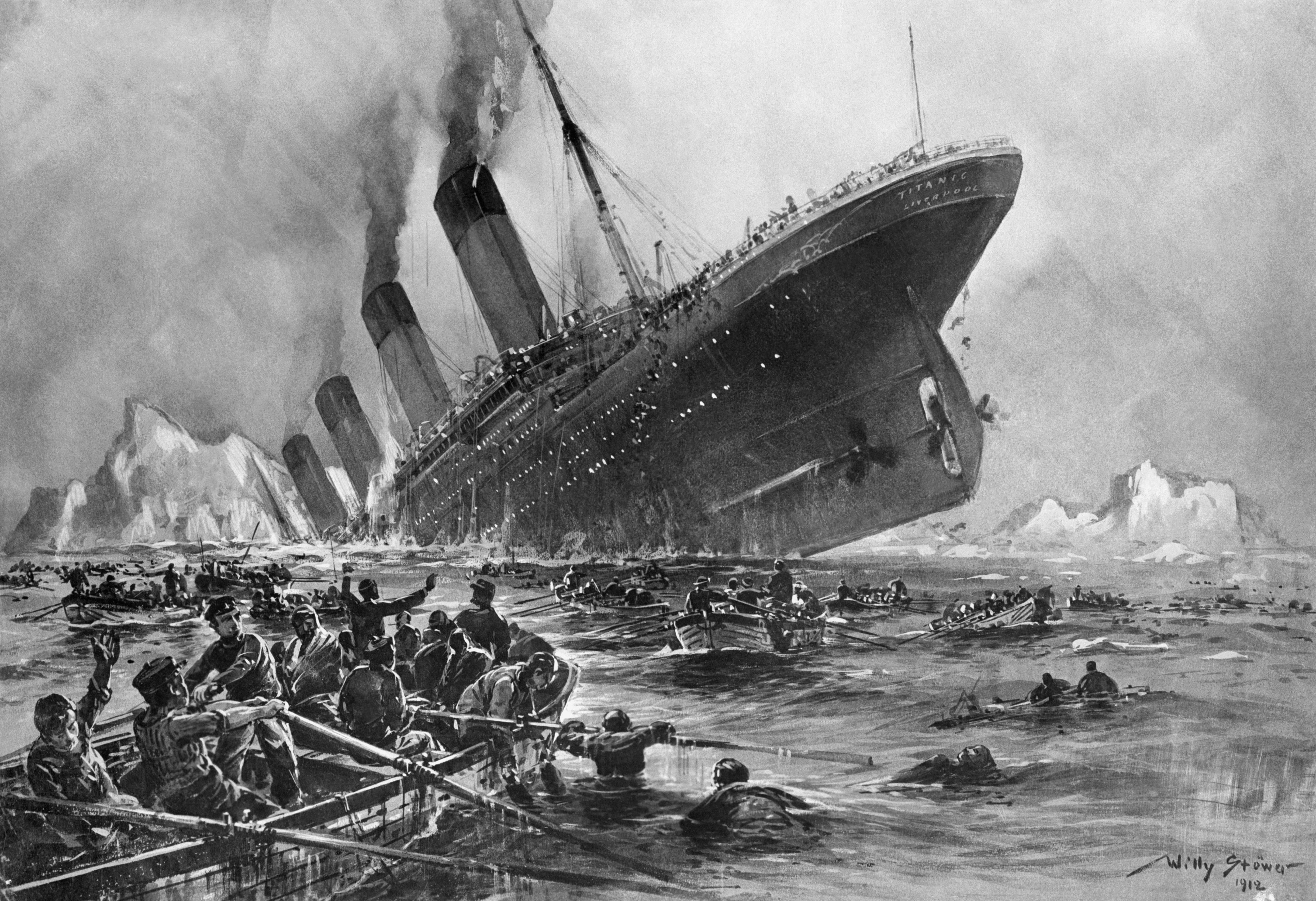
Ilustración del naufragio del Titanic, por Willy Stöwer (1912).

A las 23:40 el Titanic chocó contra un iceberg por el costado de estribor, abriéndose varias brechas por debajo de la línea de flotación; el barco empezaba a inundarse. En ese momento, Edward Smith no se encontraba en el puente de mando. El temblor del impacto fue leve, sin embargo se sintió lo suficiente para llamar su atención. Rápidamente, Smith se dirigió al puente, donde el primer oficial Murdoch le informó sobre la situación; el capitán le ordenó enseguida que cerrara las puertas estancas, algo que el oficial ya había hecho. Smith, Murdoch y el cuarto oficial Joseph Boxhall fueron entonces al ala de estribor del puente para intentar ver el iceberg, vanamente, y entonces el capitán ordenó que Boxhall investigara los daños. Minutos después, Smith fue informado de que el navío estaba haciendo agua; mandó llamar al carpintero Hutchinson y a Thomas Andrews, el constructor del barco, y los tres inspeccionaron con más detalle las cubiertas inferiores. Tras la inspección, Andrews se dio cuenta de que los daños eran muy graves: los primeros cinco compartimientos estancos del barco estaban abiertos al mar. El ingeniero predijo que la embarcación se hundiría irremediablemente en menos de dos horas, por lo que aconsejó su evacuación inmediata.
El capitán enseguida ordenó que se iniciaran los preparativos para botar los botes salvavidas. Acudió al cuarto de radiotelegrafía, y les ordenó a los operadores Harold Bride y Jack Phillips que se prepararan para el envío de la señal de socorro (CQD). Poco después, Bride sugirió que Phillips usara la nueva señal de socorro SOS, por lo que pasaron a alternar las dos señales en sus peticiones de ayuda. El navío más próximo a responder las llamadas fue el RMS Carpathia de la Cunard Line, que estimó que tardaría unas cuatro horas en alcanzar la posición del Titanic; Bride informó a Smith, que solo respondió «Gracias».
Poco tiempo después, Smith comenzó a comprender el alcance catastrófico del desastre que estaba a punto de ocurrir, ya que no había botes salvavidas suficientes para todos los pasajeros. Aparentemente quedó paralizado por la indecisión y se enajenó en las primeras maniobras de abandono. Tras la preparación de los botes, el capitán no dio ninguna orden para la evacuación, tampoco dio órdenes directas a sus oficiales para que llenasen los botes, y no compartió informaciones cruciales, dando algunas veces órdenes ambiguas o impracticables. Incluso algunos de sus compañeros oficiales estuvieron durante buena parte del tiempo sin saber de la seriedad de la colisión: Boxhall solo descubrió que el Titanic se hundiría alrededor de la 1:15 h, poco más de una hora antes de que el barco se hundiera por completo, mientras que un poco antes el contramaestre George Rowe llegó a telefonear al puente preguntando por qué los botes salvavidas habían sido botados al mar.
No obstante, Smith había ordenado un rato antes que se trajeran los cohetes de emergencia desde la popa y se comenzaran a lanzar. El Californian estaba aproximadamente a 10 millas (16 km) del lugar, y algunos oficiales del Titanic creyeron ver señales luminosas desde este, albergando la esperanza de que el navío respondiera a las luces de respuesta, pero no sucedió nada. En efecto, desde el Californian se observaron los fogonazos blancos, pero el capitán Stanley Lord, que ya se encontraba en su camarote, pensó que eran señales de la compañía y no mostró mayor interés.[cita requerida]
Smith no participó activamente de las operaciones de evacuación, delegando la autoridad en el lanzamiento de los botes en Murdoch y el segundo oficial Lightoller. Aun así, tras recuperarse aparentemente de su indecisión, intentó auxiliar en la evacuación. La superviviente Ella White dijo durante los interrogatorios de la posterior comisión de investigación sobre el naufragio que vio al capitán ir hasta la escalinata principal para pedir a los pasajeros que acudieran a los botes, mientras Arthur Godfrey Peuchen afirmó que «estaba haciendo todo lo que podía para llevar a las mujeres a los botes y que fueran botados apropiadamente».
Muchos otros sobrevivientes afirmaron que Smith nunca demostró nerviosismo o algún descontrol de la situación. A la 01:45, con el castillo de proa ya sumergido, la mayor parte de los botes salvavidas se encontraban ya en el agua y Smith, al percatarse de que la mayoría no estaban ocupados en su totalidad, comenzó a llamarlos mediante un megáfono para lograr su retorno y embarcar a más pasajeros. No hubo respuesta, ya que en los botes tanto tripulantes como pasajeros temieron que el pánico cundiese y los botes se hundieran o fueran succionados. El pasajero Robert Williams Daniel comentó acerca de las acciones del capitán: «Fue el mayor héroe que yo vi. Permaneció en el puente y gritó por un megáfono, intentando ser oído».
Smith aún estaba ocupado durante los minutos finales del Titanic liberando a la tripulación de sus funciones. A las 02:05 del día 15 de abril, fue de nuevo a la sala de radiotelegrafía para liberar a Bride y Phillips de sus servicios y pedirles que salvaran sus vidas. Los dos aun así continuaron enviando señales de socorro durante diez minutos más. El capitán Smith realizó un último paseo por la cubierta de botes, diciendo a los miembros de la tripulación: «Ahora que cada hombre luche por sí mismo». A las 2:10 h, el mayordomo Edward Brown dijo haber visto al capitán acercándose con un megáfono en la mano diciendo: «Bien chicos, procurad lo mejor para mujeres y niños, y sálvese quien pueda». Entonces vio al capitán caminar hacia el puente solo. Este fue el último testimonio fiable que aseguró haber visto a Smith. Unos minutos más tarde, el tripulante Samuel Hemming encontró el puente aparentemente vacío. Cinco minutos después, a las 02:20, el barco desapareció bajo el agua. Smith pereció aquella noche junto a otras 1500 personas, y su cuerpo nunca fue recuperado o identificado.[cita requerida]

#### Muerte

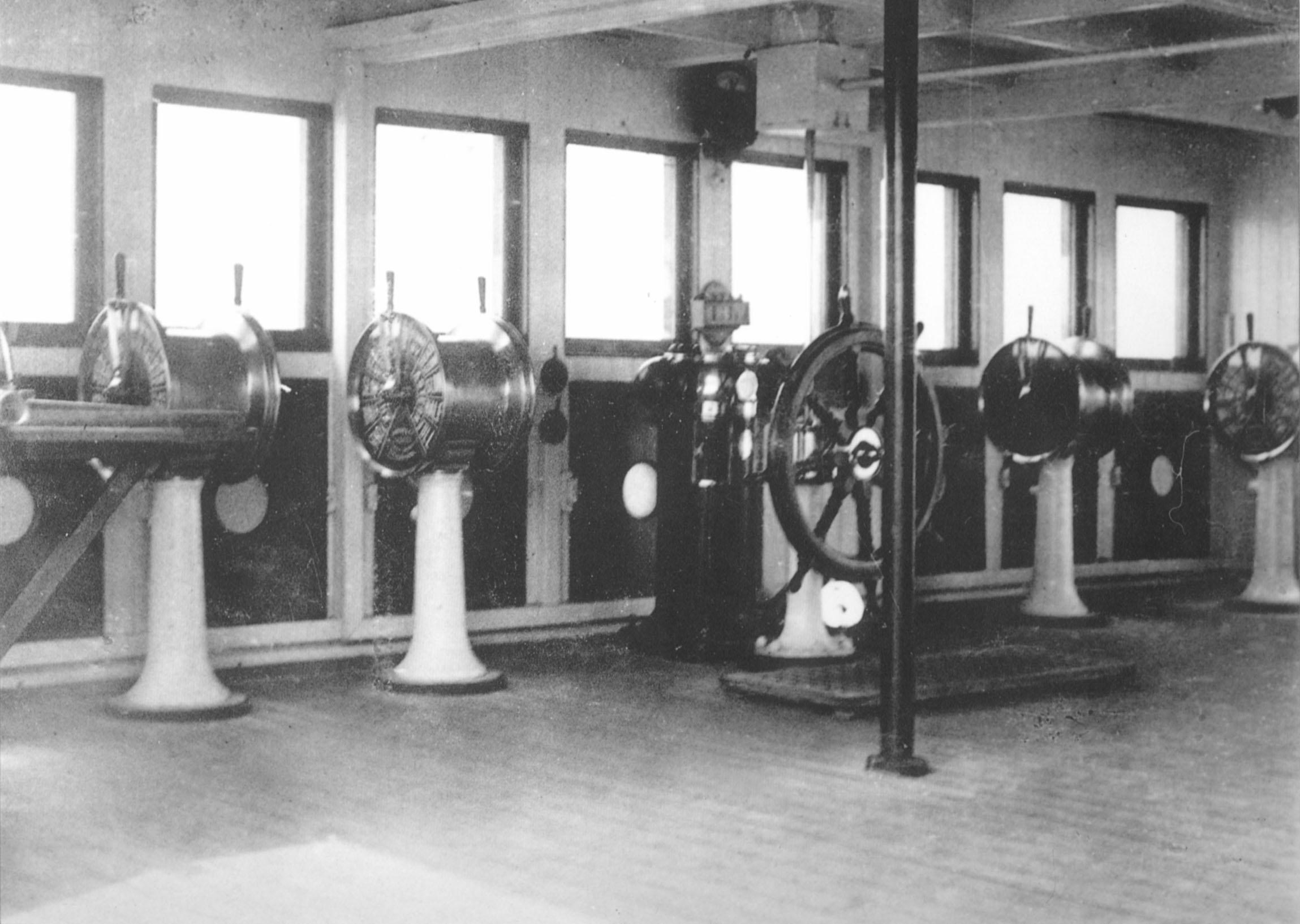
No está claro cómo murió el capitán Smith, pero lo más probable es que falleciera ahogado en el puente de mando o la timonera interior o saltara al agua desde una posición cercana al puente en los últimos momentos del hundimiento. En la imagen se puede ver el interior del puente del Olympic, muy similar en diseño al del Titanic.

Existen versiones contradictorias acerca de los últimos momentos y la muerte del capitán Edward Smith. Algunos supervivientes dijeron que alrededor de las 2:10 h, cuando el agua llegaba a la cubierta de botes del barco, Smith se dirigió hacia el puente a la espera de su destino, muriendo mientras era engullido por el agua aferrándose a la rueda del timón de la nave, aunque otros tripulantes que sobrevivieron negaron rotundamente este rumor. Las distintas versiones propia de la confusión del momento imposibilitan dar una versión precisa de lo que realmente sucedió.[cita requerida]
Algunos ejemplos los encontramos en el New York Herald, donde se publicó en su edición del 19 de abril de 1912 una cita del pasajero de primera clase Robert Williams Daniel, quien saltó de la popa inmediatamente antes de que el barco se hundiera y que habría afirmado ver al capitán Smith en el puente mientras se hundía lentamente: «Vi al capitán en el puente de mando. Mis ojos estaban clavados en él. La cubierta desde la que había saltado estaba ya bajo el agua. El agua trepaba lentamente, y llegaba ya al suelo del puente. Después llegó al pecho del capitán. No lo vi más. Murió como un héroe». El propio Smith había declarado previamente que se hundiría con su barco en caso de tener que afrontar un desastre. Un amigo de Smith, el doctor Williams, preguntó al capitán qué ocurriría si el Adriatic embarrancara en el hielo y fuera gravemente dañado; a lo que Smith respondió que: «Algunos de nosotros se irían al fondo con el barco». Un amigo de la infancia, William Jones, dijo: «Ted Smith murió justo como le hubiera gustado. Permanecer en el puente de su barco y hundirse con él era característico en todas sus acciones de cuando éramos unos chavales». Debido a estos testimonios, esta ha sido la imagen de Smith que ha permanecido como un ícono a lo largo del tiempo, y que se ha perpetuado en las películas que se han rodado acerca de la catástrofe.
Sin embargo existen otras versiones como la narrada por Harold Bride que se encontraba alrededor del bote plegable B y que afirmó haber visto al capitán Smith zambullirse en el mar desde el puente justo cuando el bote cayó a la cubierta desde su posición encima del techo del cuarto de los oficiales, una historia que fue corroborada por la pasajera de primera clase Eleanor Widener, que se encontraba en el bote salvavidas n.º 4 (el más cercano al barco en aquel momento). También el pasajero de segunda clase William John Mellors, que sobrevivió a bordo del bote plegable B, afirmó que Smith saltó del puente. Sin embargo, el autor Tim Maltin afirma que los testigos «podrían estar confundiendo al oficial que vieron saltando desde el puente con el segundo oficial Charles Lightoller, que también fue visto saltando en este momento».
Algunos testimonios afirmaron que Smith pudo haber sido visto en el agua cerca del bote plegable B, que volcó tras su caída a la cubierta desde el techo del cuarto de oficiales y se alejó del barco con supervivientes. El coronel Archibald Gracie informó que un nadador desconocido llegó cerca del masificado bote, y que alguien a bordo le dijo: «Mantente agarrado, compañero. Uno más a bordo y nos hundiremos todos»; con una voz potente, el nadador respondió: «De acuerdo chicos. Buena suerte y que Dios os bendiga». Gracie no vio a este hombre, ni fue capaz de identificarlo, pero algunos supervivientes posteriormente afirmaron haberlo reconocido como Smith. Otro hombre (o posiblemente el mismo) jamás pidió subirse a bordo del bote, sino que en su lugar saludó a sus ocupantes diciendo «¡Buenos chicos! ¡Buenos compañeros!» con «una voz de autoridad». Uno de los supervivientes del bote plegable B, el fogonero Walter Hurst, supuestamente trató de alcanzarlo con un remo, pero el creciente oleaje lo alejó antes de que pudiera alcanzarlo. Hurst afirmó que estaba seguro de que se trataba de Smith. Algunos de estos testimonios también describen a Smith llevando un bebé al bote. Harry Senior, uno de los fogoneros del Titanic, y el pasajero de segunda clase Charles Eugene Williams, ambos supervivientes en el bote plegable B, supuestamente afirmaron que Smith nadó con un niño en sus brazos hasta el bote, y se lo entregó a uno de sus ocupantes, tras lo cual aparentemente nadó de vuelta al buque, que se hundía rápidamente. El testimonio de Williams difiere ligeramente, afirmando que, después de que Smith entregara al niño, preguntó qué había sido del primer oficial Murdoch. Tras enterarse de su muerte, Smith «se alejó del bote, se quitó su chaleco salvavidas y se perdió de vista hundiéndose. No regresó a la superficie». Todos estos testimonios son casi con seguridad apócrifos, de acuerdo a los historiadores del documental Titanic: Death of a Dream. Lightoller, que sobrevivió a bordo del bote plegable B, no reportó haber visto a Smith en el agua o que este hubiera entregado un bebé. Tampoco había manera de que los supervivientes del bote hubieran sido capaces de comprobar la identidad de algún sujeto en unas condiciones tan escasamente iluminadas y circunstancias tan caóticas. Se trata más bien de un tipo de pensamiento ilusorio. El destino del capitán Smith probablemente no podrá conocerse nunca.
Durante muchos años, también han existido testimonios contradictorios acerca de las últimas palabras de Smith. Los informes de prensa de la época afirmaron que, cuando comenzó el hundimiento final del barco, Smith aconsejó a aquellos a bordo «¡Sed británicos chicos, sed británicos!». Aunque se ha incluido esta frase en uno de los monumentos dedicados a su memoria, y se muestra también en la película de televisión de 1996, se trató de un mito popularizado por la prensa británica en aquel momento; Smith era un experimentado y cosmopolita capitán de transatlánticos, un hombre sofisticado. Si hubiera estado tentado de utilizar este tipo de sentencias jingoístas, ciertamente no hubiera sido tan popular entre los estadounidenses y canadienses prominentes que preferían viajar en los barcos que capitaneaba, y cenar con él a bordo. Si hubiera dicho estas palabras, seguramente las hubiera dicho a la tripulación, pero ninguno de los tripulantes supervivientes afirmó tal cosa. Dado que el testimonio de Brown, según el cual Smith dio órdenes antes de caminar hacia el puente, constituye el último testimonio fiable de la última vez que alguien vio a Smith con vida, sus últimas palabras hubieran sido simplemente: «Bien chicos, procurad lo mejor para las mujeres y los niños, y sálvese quien pueda».

## Legado

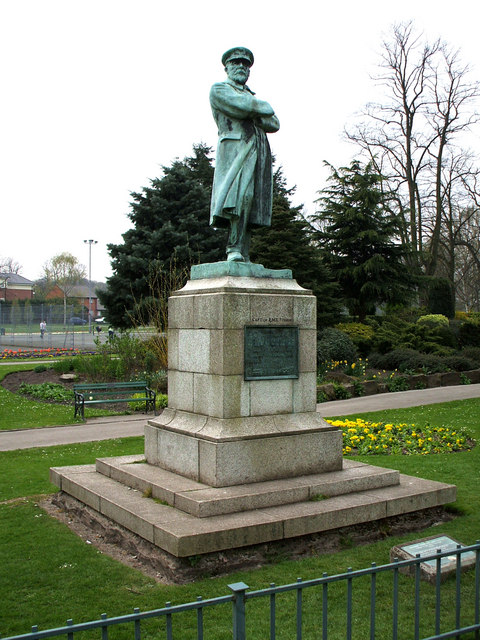
Estatua del capitán Edward J. Smith en Lichfield, por Kathleen Scott.

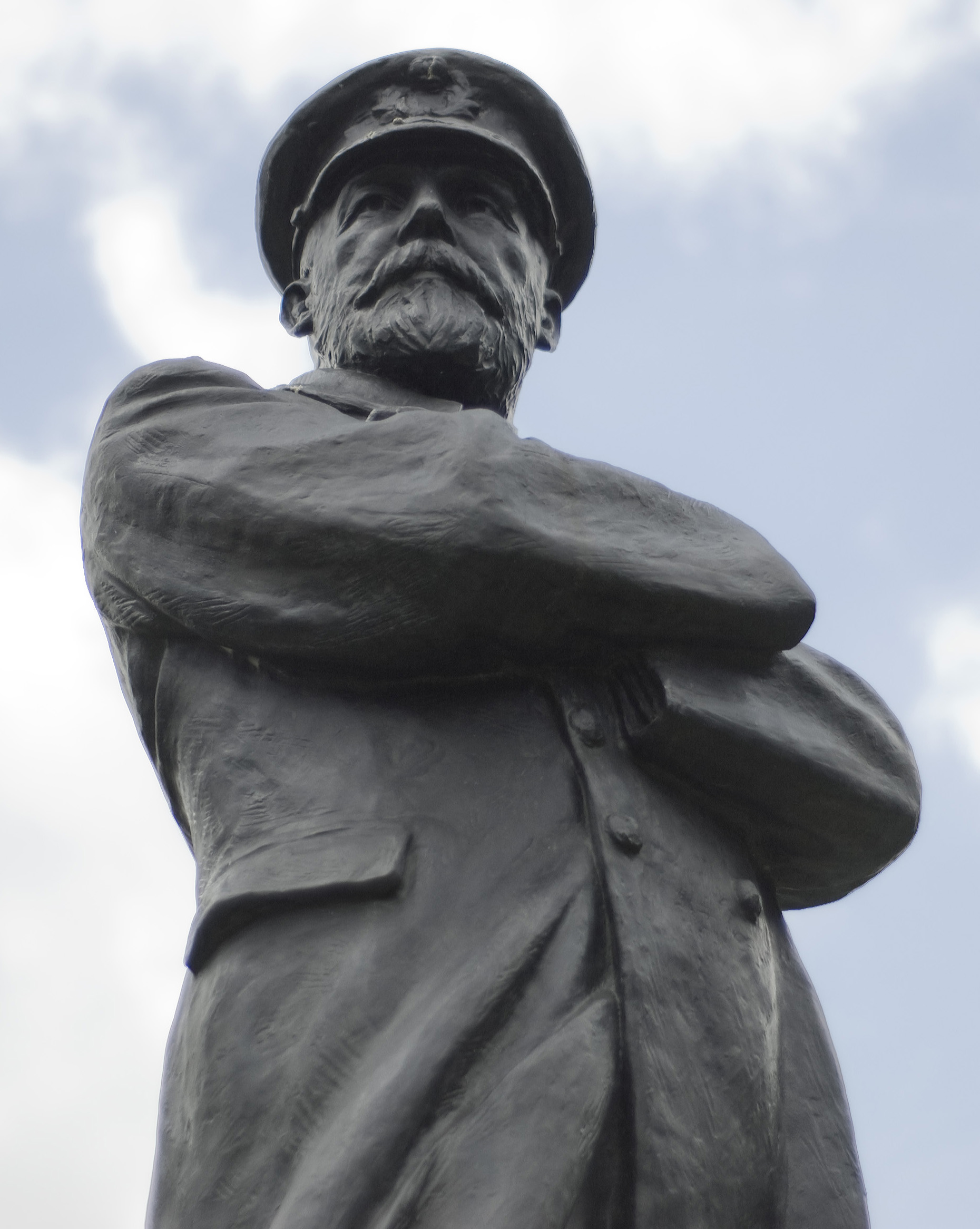
Estatua de Smith en Lichfield.

### Descendencia
Edward Smith se casó el 13 de enero de 1887 con Sarah Eleanor Pennington, con quien tuvo una hija el 2 de abril de 1898: Helen Melville Smith (conocida como Mel). La familia vivió en una casa en Southampton que fue posteriormente destruida durante la Segunda Guerra Mundial. Su esposa murió el 29 de abril de 1931, atropellada por un taxi.
Mel Smith perdió a su padre en el océano Atlántico cuando apenas había cumplido 14 años de edad. Se casó en dos ocasiones, la primera con John Gilberson (sin hijos), y la segunda con Sidney Russell-Cooke en 1922, con quien tuvo dos hijos que murieron jóvenes y sin descendencia; Simon Russell-Cooke, muerto en marzo de 1944 en acto de servicio durante la Segunda Guerra Mundial, y Priscilla Russell-Cooke, muerta en octubre de 1947 de polio.

### Homenajes y críticas
La muerte de Edward Smith despertó una gran conmoción en la prensa, siendo representado como el capitán que permaneció ejerciendo sus funciones hasta el final. Sus supuestas palabras «Sed británicos» fueron mencionadas en varios artículos.
Se llevó a cabo un primer homenaje al capitán ya en abril de 1912, por el museo Madame Tussauds de Londres, con la exhibición de una estatua de cera. El año siguiente surgió la idea de homenajear a Smith con un monumento en Lichfield en el condado de Staffordshire. De entre aquellos que analizaron la propuesta estaba William Pirrie, presidente de los astilleros de Harland and Wolff. Se erigió un monumento de bronce que honra su memoria. La estatua, esculpida por Kathleen Scott, fue inaugurada en Beacon Park, Lichfield el 29 de julio de 1914 por su hija Mel. La placa tiene la siguiente inscripción:

Comandante Edward John Smith, nacido el 27 de enero de 1850, muerto el 15 de abril de 1912. De sus conciudadanos en memoria y ejemplo de un gran corazón, una vida valiente y una muerte heroica. "Sed británicos".

Una placa conmemorativa también está presente en la escuela en que el capitán estudió en Hanley.
Sin embargo, el legado de Smith no es totalmente positivo. Smith fue criticado por mantener el Titanic a una velocidad demasiado alta (22 nudos) durante la noche de la colisión. Algunos lo acusaron de ceder a las peticiones de Joseph Bruce Ismay, presidente de la White Star Line, para aumentar la velocidad del barco. Esas acusaciones provenían de algunos supervivientes, como Arthur Godfrey Peuchen, que afirmó: «J. Bruce Ismay era conocedor de la presencia de los icebergs, pero deliberadamente 'arriesgó', por razones que él puede explicar mejor» y que dos horas antes de la colisión «Ismay y el capitán participaron de una cena en la primera clase». A pesar de no estar demostrada, la idea de que Smith aceleró el navío para llegar más rápido a Nueva York se difundió con rapidez. Se afirmó también en otras ocasiones que quería terminar su carrera a lo grande y ganar la condecoración de la Banda Azul en su último viaje. Esta última leyenda es completamente falsa, ya que el Titanic no tenía potencia ni velocidad suficientes para batir el récord que en la época pertenecía al Mauretania.

### Cine
Como oficial comandante del Titanic, Smith aparece en varias películas sobre el naufragio. La primera de ellas fue la alemana In Nacht und Eis, estrenada ya en 1912, donde no es mencionado por su nombre y el actor que lo interpreta nunca fue acreditado; la película muestra al capitán muriendo ahogado durante el naufragio. Su primera aparición por su nombre fue en Titanic de 1943, siendo interpretado por Otto Wernicke; Smith es representado en dicha obra de propaganda nazi como un cobarde totalmente dedicado a Ismay, queriendo llegar a Nueva York lo más rápido posible y a cualquier precio. En A Night to Remember de 1958 fue interpretado por Laurence Naismith; la película fue realizada a partir de relatos de testigos y es bastante fiel a los hechos. En la película Titanic de James Cameron, de 1997, Smith fue interpretado por Bernard Hill; en ella también se muestra a Smith como un capitán influenciado por Ismay, empeñado en acelerar el navío, y que acaba muriendo en el puente de mando sin intentar salvar su vida.